# Periaulax
Periaulax là một chi tuyệt chủng của lớp Chân bụng trong họ Trochidae.

## Các loài
Các loài trong chi Periaulax gồm:
- Periaulax rimosus[2]
- Periaulax tsheganica Amitrov, 2010 - Được tìm thấy ở Kazakhstan trong Thế Eocen.[3]

Trước đây, nó có chứa các loài Periaulax spiratus, hiện đang được công nhận là Margarites spiratus.